# Class 360
Pour les articles homonymes, voir Class.
 (janvier 2022).
Si vous disposez d'ouvrages ou d'articles de référence ou si vous connaissez des sites web de qualité traitant du thème abordé ici, merci de compléter l'article en donnant les références utiles à sa vérifiabilité et en les liant à la section « Notes et références ».
La Class 360 est une automotrice électrique de banlieue et régionale construite par Siemens en 2 sous-séries de 2002 à 2003 et 2004 à 2005. Ayant été commandée par First Great Eastern pour remplacer le matériel obsolète de la région Est de Londres, la Class 360/1 est la première série de rames et la plus nombreuse jamais commandée (21 éléments) pour circuler sur les lignes suburbaines et les régions de l'Est de l'Angleterre depuis la Gare de Liverpool Street. 
Il existe aussi une seconde série, la Class 360/2, mise en service de 2004 à 2005. Elle se distingue de la première série par ses 5 caisses (la série précédente comportait 4 caisses) et un effectif de seulement 5 trains au total (4 pour Heathrow Connect et 1 pour Heathrow Express). Le parc entier effectue des services entre la Gare de Paddington et l'aéroport de Londres-Heathrow, soit  en desservant les gares intermédiaire, soit en étant direct.
Ces unités font partie de la famille Siemens Desiro, qui comprend également les Classes 185, 350, 380, 444 et 450.

## Description
Contrairement aux Class 350, 450 et 444 Désiros, la Class 360 ne possède pas de portes à soufflet à ses extrémités, ce qui empêche les passagers de changer de rame, et ceci afin d'améliorer la visibilité du conducteur. 
À l'origine, la Class 360 est une rame automotrice composée de quatre modules tandis que la seconde série introduite en 2005 en possède cinq ; certaines unités sont couplées par deux voire trois rames pour former des trains à 8 ou 12 éléments sur la Great Eastern Main Line. Sur la Great Western Main Line, les cinq rames Class 360/2 ne sont jamais couplées entre elles à cause du faible effectif et du nombre de gare que cinq trains seulement doivent desservir.
La Class 360 dispose de la climatisation, de la technologie d'accélération rapide et d'une vitesse de pointe de 160 km/h.

## Carrière

### Greater Anglia

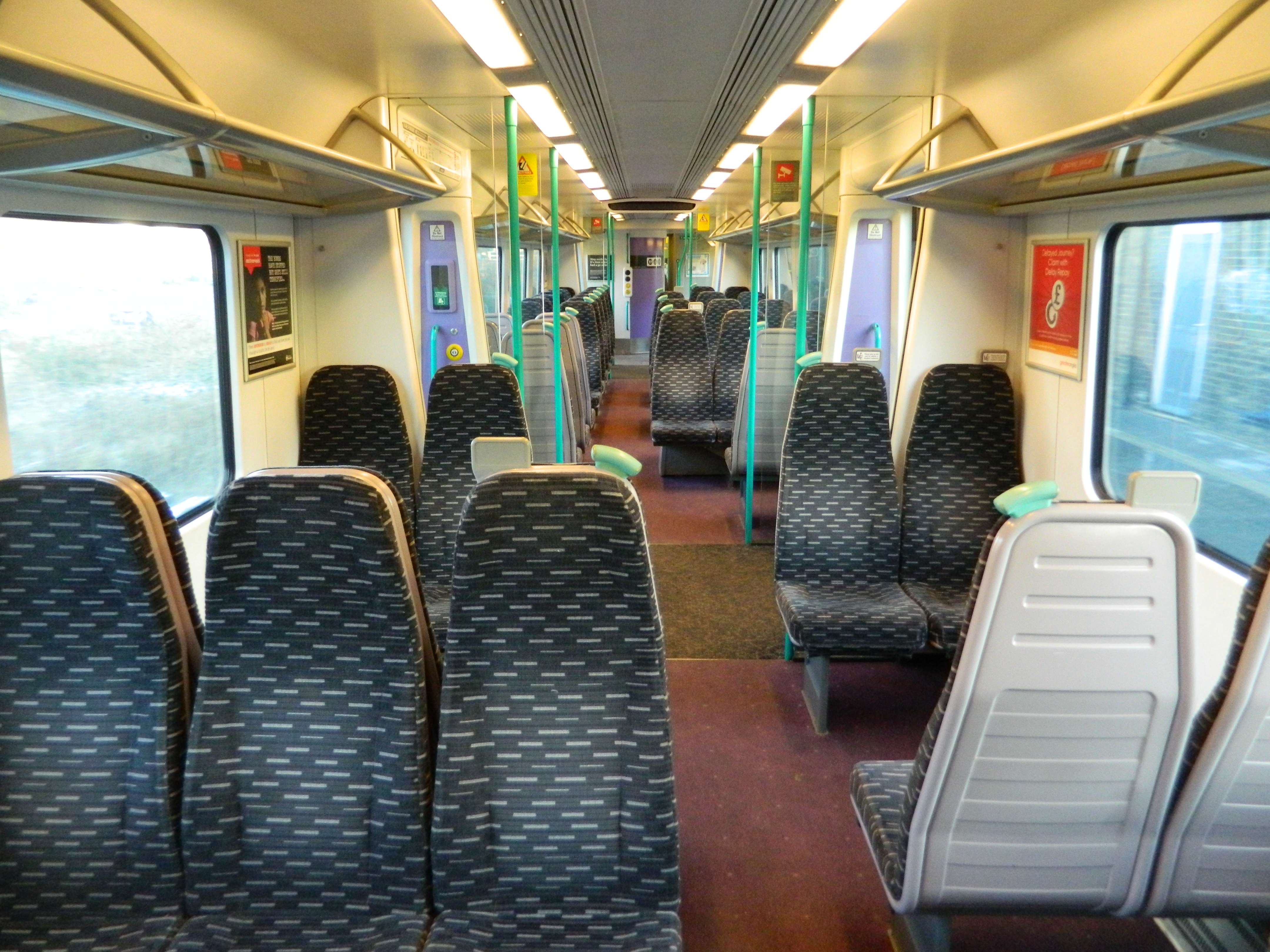
Intérieur d'une rame rénovée et exploitée par Greater Anglia

First Great Eastern a commandé 21 unités de quatre wagons pour remplacer les vieilles unités "Class 312". Elles sont entrées en service en août 2003 et mi-2004, elles ont complètement remplacé les unités vieillissantes. Elles sont principalement utilisées depuis la Gare de Liverpool Street pour les services de Clacton-on-Sea, Ipswich et Colchester Town. Elles circulent aussi à Walton-on-the-Naze aux heures de pointe.
En avril 2004, FirstGroup a perdu la franchise du National Express Group, qui exploitait les routes Great Eastern dans le cadre de sa franchise National Express East Anglia. La franchise est maintenant exploitée par Greater Anglia. La Class 360 n'est pas maintenue par la franchise, mais est sous contrat avec Siemens pour la maintenance de routine au dépôt d'Ilford dans l'est de Londres.
Les Class 360 sont remplacés en juillet 2020 par des Class 345.   Depuis décembre 2020, les cinq trains sont entreposés au dépôt de Old Oak Common TMD.

### Heathrow Connect et Heathrow Express
Heathrow Connect exploite 5 unités de 5 voitures en desservant les arrêt intermédiaire se trouvant sur la route avant d'arriver à l'aéroport de Londres-Heathrow (London Paddington - Heathrow). Pour une période début 2016, le service a été suspendu afin de faciliter l'utilisation des trains de Class 360 sur le service Heathrow Express, dont les Classes 332 avaient été mises hors service pour des raisons de sécurité.
Les trains sont entrés en service le 12 juin 2005. Ces unités étaient à l'origine prévues en tant que Class 350 pour la location potentielle de places. En 2010, une unité (360205) a été transférée à Heathrow Express pour exploiter son service de navette du terminal 4 d'Heathrow. Heathrow Connect doit être remplacé par Crossrail en mai 2018. 
L'avenir des Class 360/2 après que Crossrail a pris le relais reste inconnu.

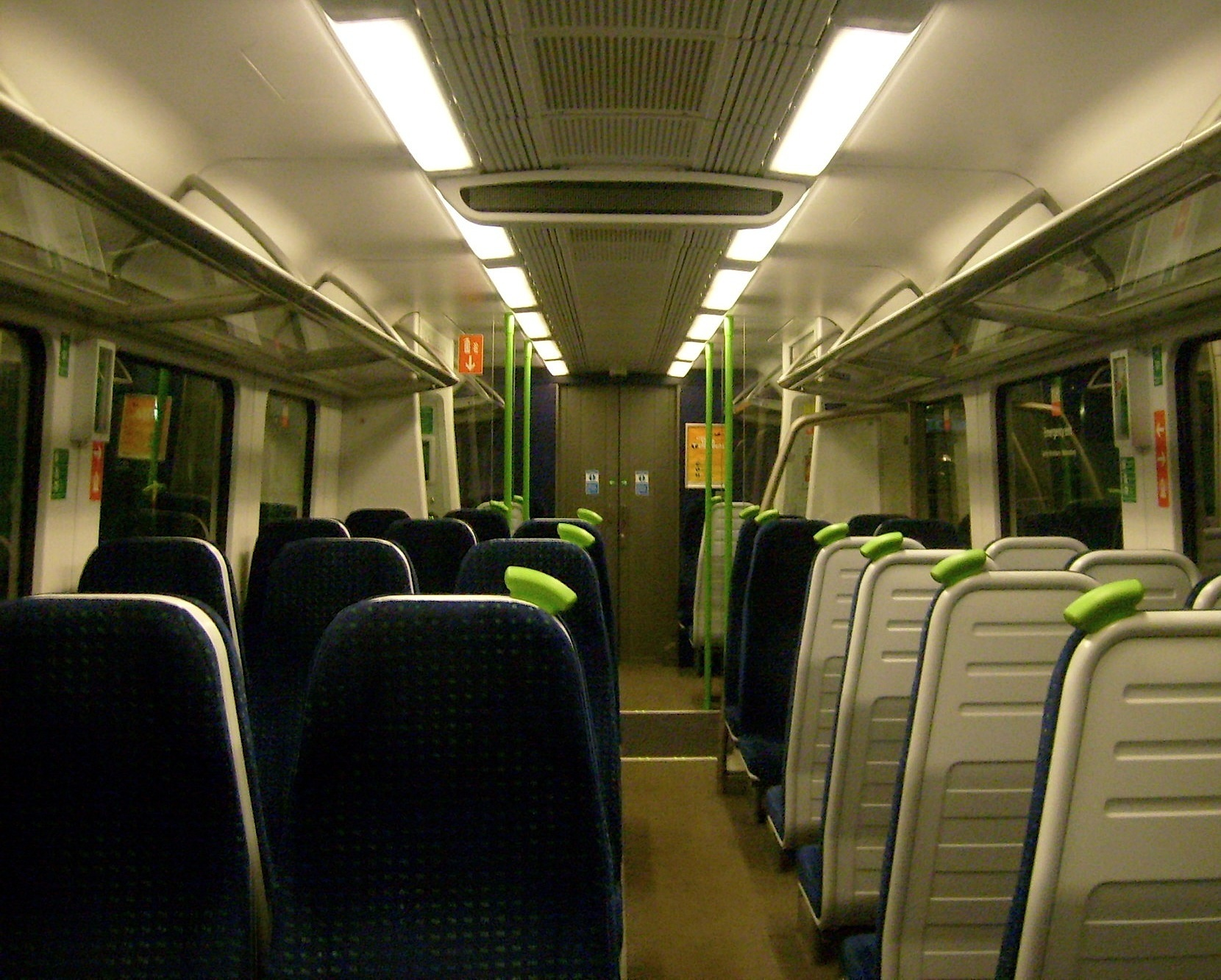
Intérieur d'une rame exploitée par Heathrow Connect

## Diagramme de la flotte

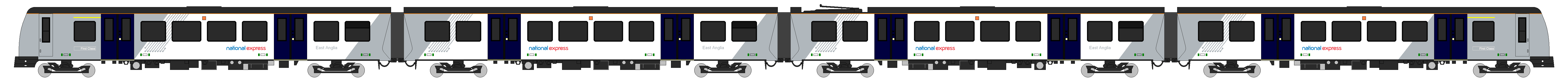
Livrée National Express East Anglia

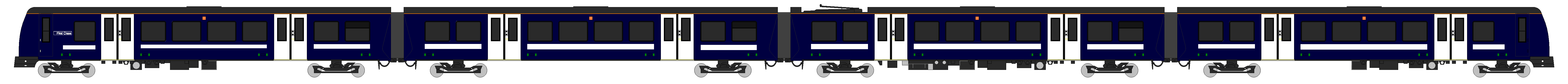
Livrée Greater Anglia

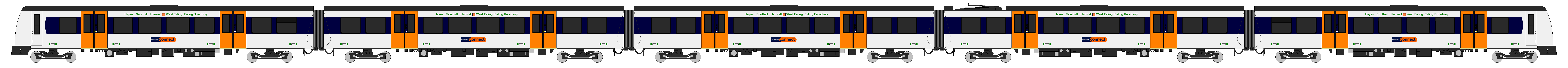
Livrée Heathrow Connect

## Détails de la flotte
| Classe              | Voiture par unité | Nombre construit | Désignation                                                                                    | Exploitant                           | Année de construction |
| ------------------- | ----------------- | ---------------- | ---------------------------------------------------------------------------------------------- | ------------------------------------ | --------------------- |
| Class 360/1         | 4                 | 21               | 360101-360121                                                                                  | Greater Anglia                       | 2002-2003             |
| Class 360/2         | 5                 | 5                | 360201-360204                                                                                  | Heathrow Connect                     | 2004-2005             |
| Class 360/2         | 5                 | 1                | 360205                                                                                         | Heathrow Express                     | 2004-2005             |
| Class 360 Thaïlande | 4                 | 4                | 1012-1014-1013-1011 1022-1024-1023-1021 1032-1034-1033-1031 1042-1044-1043-1041                | Chemin de fer d'état de la Thaïlande | 2007-2008             |
| Class 360 Thaïlande | 3                 | 5                | 2012 - 2013 - 2011 2022 - 2023 - 2021 2032 - 2033 - 2031 2042 - 2043 - 2041 2052 - 2053 - 2051 | Chemin de fer d'état de la Thaïlande | 2007-2008             |